# Geelong
Geelong är en hamnstad i södra Australien med en stadsbefolkning på 289 630 personer (2021). Den är delstaten Victorias näst största stad efter Melbourne och är belägen vid kusten 65 kilometer sydväst om Melbourne.
Geelong ligger vid viken Corio Bay och dess hamn är ett handelsnav. Det går järnvägslinjer från staden till Melbourne, Ballarat och Western District.